# Titta vi dyker
Titta vi dyker är en amerikansk komedi från 1996 i regi av David S. Ward.

## Handling
Örlogskapten Thomas "Tom" Dodge (Kelsey Grammer) får av konteramiralen Yancy Graham (Bruce Dern) och viceamiralen Dean Winslow (Rip Torn) den förnedrande uppgiften att med hjälp av en högst bristfällig besättning och en undermålig dieseldriven ubåt av Balao-klass (kallad USS Stingray, Darrockan) simulera en primitiv attack mot SACLANT i Norfolk, Virginia. Som motståndare har han en topptränad besättning ombord på en Los Angeles-klass atomubåt (kallad USS Orlando) med örlogskapten Carl Knox (William H. Macy) som befälhavare. Dessutom har konteramiral Graham satt siktet på en tredje stjärna och tänker inte skyla några medel för att visa sin bravör.
Kapten Dodge tvingas ta till okonventionella metoder för att försöka vinna både besättningens lojalitet och simuleringen, båda med mycket ofördelaktiga odds.

## Om filmen
- Scener där USS Stingray kunde ses filmades ombord på en ubåt från andra världskriget som heter USS Pampanito. Denna ubåt kan inte förflytta sig själv utan måste bogseras.
- När löjtnant Lake slog i armbågen efter att ha kysst kapten Dodge var det helt oplanerat. Hon fick ett kraftigt blåmärke men det beslöts att tagningen skulle användas i den slutliga filmen.

## Rollista (i urval)
| Kelsey Grammer     | – Örlogskapten Thomas "Tom" Dodge          |
| Lauren Holly       | – Löjtnant Emily Lake                      |
| Rob Schneider      | – Exekutivofficer Martin T. "Marty" Pascoe |
| Harry Dean Stanton | – Maskinchef Howard                        |
| Bruce Dern         | – Konteramiral Yancy Graham                |
| William H. Macy    | – Örlogskapten Carl Knox                   |
| Rip Torn           | – Viceamiral Dean Winslow                  |